# Achterindische doosschildpad
De achterindische doosschildpad, ook wel indochinese doosschildpad (Cuora galbinifrons) is een schildpaddensoort uit de familie Geoemydidae (vroeger Bataguridae). De soort werd voor het eerst wetenschappelijk beschreven door René Léon Bourret in 1939.

## Verspreiding en habitat
De schildpad komt voor in noordelijk Vietnam, uiterst zuidelijk China en het eiland Hainan. De habitat bestaat uit vochtige bergwouden rond 1000 meter hoogte maar ook wel hoger. Het dier blijft wel in de buurt van stroompjes en beken, maar eet op het land.

## Uiterlijke kenmerken
De achterindische doosschildpad bereikt een maximale schildlengte van ongeveer 20 centimeter. Het schild is vrij bol en het middelste deel van het schild is meestal bruin met een lichte streep door het midden, terwijl de zijkanten lichtbruin tot geel zijn. De huid van de poten en kop is meestal oranjebruin tot geel. Er zijn enkele ondersoorten die variatie kennen in kleur en patroon. Het geslachtsonderscheid is alleen te maken door naar de staart te kijken; bij de mannetjes is deze iets dikker.
Doosschildpadden danken de naam aan het scharnierende buikschild, ook wel plastron genoemd. Hierdoor kan de schildpad het schild volledig afsluiten ter verdediging, dus niet alleen de ledematen terugtrekken.

## Levenswijze
De schildpad is een omnivoor en het menu bestaat uit onder andere kleine dieren zoals insecten, wormen en andere kleine ongewervelden. Ook wel plantendelen worden echter gegeten zoals bladeren, bessen en fruit. Er is niet heel veel bekend over de levenswijze van deze schildpad omdat hij vrijwel nooit in gevangenschap wordt gehouden. Het is namelijk een erg schuwe en stressgevoelige soort die niet tegen verstoring kan; dan eet hij niet meer en verzwakt snel.